# إنزيمات البنكرياس (دواء)
إنزيمات البنكرياس والمعروفة أيضًا باسم البنكرييز والبنكرياسين، وهي خليط من الأميلايز، والليبايز، والبروتيايزيتم  ،

## الاستخدام
تستخدم لعلاج متلازمة سوء الامتصاص بسبب مشاكل البنكرياس.
```
قد تكون هذه المشاكل 
البنكرياسية
 بسبب 
التليف الكيسي
، والإزالة الجراحية للبنكرياس، والتهاب البنكرياس على المدى الطويل، أو 
سرطان البنكرياس
 وغيرها.
[
2
]
[
4
]
 يؤخذ عن طريق 
الفم
.
[
2
]
```

## الآثار الجانبية
- احتمالية الاثار الجانبية الشائعة التي ممكن ان تحدث القيء وآلام البطن والإمساك والإسهال.[2]
- وتشمل الآثار الجانبية
- الأخرى تهيج حول الشرج وحمض اليوريك المرتفع في الدم.[4]

## الخطورة على الحمل
يعتقد أن الاستخدام آمن أثناء الحمل.
المكونات انزيمات هضمية مشابهه للانزيمات التي ينتجها البنكرياس البشري. وتساعد على هضم الدهون والبروتينات والنشويات.

## الثقافة والتاريخ
استخدمت أنزيمات البنكرياس كأدوية منذ القرن التاسع عشر. وهي مدرجه في قائمة الأدوية الأساسية لمنظمة الصحة العالمية، وهي الأدوية الأكثر فعالية والأمان المطلوبة في النظام الصحي. في المملكة المتحدة، يتكلف الإمداد بالشهر العادي حوالي 11.64 باوند. في الولايات المتحدة، عادة ما تكون تكلفة العلاج من 50 إلى 100 دولار أمريكي.

## الاستخدام الطبي
```
ويعتبر الايبيز البنكرياسية الخط الأول في علاج قصور البنكرياس وبعض الافرازات واضطرابات الجهاز الهضمي والتي تصاحب التليف الكيسي وعمليات استئصال البنكرياس أو التي تنتج عن التهاب البنكرياس المزمن 
```

وهي عبارة عن كبسولات صلبه مليئه بحبيبات مقاومه للاتهاب تشابه اللايبيز البنكرياسية..وايضا البنكرياتين هو عبارة عن عن خليط من الانزيمات الهاضمه التي تنتج في خلايا البنكرياس
يتالف البنكرباتين من الاميليز واللايبيز والبروتييز.
ويستخدم هذا الخليط لعلاج نقص افرازات البنكرياس، والذي يكون سببه استئصال البنكرياس الجراحي أو التهاب البنكرياس أو التليف الكيسي. وقد ادعى للمساعدة في الحساسية الغذائية، ومرض الاضطرابات الهضمية، وأمراض المناعة الذاتية، والسرطان وفقدان الوزن. يسمى البنكريات في بعض الأحيان «حمض البنكرياس»، على الرغم من أنها ليست مادة كيميائية واحدة ولا حمض.
يحتوي البنكرياس على أنزيمات البنكرياس التربسين والأميليز والليباز. يباع خليط مماثل من الانزيمات، اللايبيز البنكرياسية والذي يحتوي على أنزيم الليبيز أكثر نشاطا من البنكرياسين. يعمل التريبسين الموجود في البنكريات على تحلل البروتينات إلى قليل الببتيد.
الأميلاز يحلل النشا إلى قليل السكاريد وثنائي السكاريد والمالتوز. والليباز يحلل الدهون الثلاثية إلى الأحماض الدهنية والغليسرين. البنكرياتين هو مكمل انزيم فعال لاستبدال انزيمات البنكرياس المفقودة، ويساعد في هضم الأطعمة في حالات قصور البنكرياس ويقلل من امتصاص الحديد من الطعام في الإثني عشر أثناء الهضم.

## أسماء العلامات التجارية
وتشمل الأسماء التجارية creon ، Pancreaze ، Pertzye ، Ultresa ، Zenpep ، Sollpura ، Liprotamase .